# Untershausen
Untershausen település Németországban, Rajna-vidék-Pfalz tartományban. Lakosainak száma 512 fő (2023. december 31.). Untershausen Montabaur községgel határos.

## Népesség
A település népességének változása:
| Lakosok száma | 346  | 496  | 483  | 501  | 511  | 512  |
|               | 1975 | 2017 | 2019 | 2021 | 2022 | 2023 |